# КК Вилки Морскије Шчећин
КК Вилки Морскије Шчећин (пољ. Wilki Morskie Szczecin) је пољски кошаркашки клуб из Шчећина. Из спонзорских разлога пун назив клуба тренутно гласи Кинг Вилки Морскије Шчећин (King Wilki Morskie Szczecin). Такмичи се у Првој лиги Пољске.

## Историја
Клуб је основан 2004. године. Од сезоне 2014/15. такмичи се у Првој лиги Пољске.

## Познатији играчи
- Урош Николић
- Иван Маринковић

## Познатији тренери
- Михаило Увалин